# Diepoxybutan
Diepoxybutan ist eine chemische Verbindung aus der Gruppe der Epoxide.

## Vorkommen
Diepoxybutan kommt als Metabolit von 1,3-Butadien vor.

## Gewinnung und Darstellung
Diepoxybutan kann aus 1,3-Butadienmonoxid dargestellt werden. Sie kann auch aus 1,4-Dichlor-2,3-butandiol gewonnen werden.

## Eigenschaften
Diepoxybutan ist eine entzündliche, farblose bis gelbliche Flüssigkeit, die mischbar mit Wasser ist. Sie zersetzt sich bei Erhitzung.

## Verwendung
Diepoxybutan wird als Aushärtungsmittel für Polymere, als Vernetzungsmittel für Textilien und zur Verhinderung des mikrobiellen Verderbs von Stoffen verwendet. Es wird auch als Stereoisomergemisch und als einzelnes Isomer bei der Herstellung von Erythrit und anderen Arzneimitteln verwendet.

## Sicherheitshinweise
Die Dämpfe von Diepoxybutan können mit Luft ein explosionsfähiges Gemisch (Flammpunkt 46 °C) bilden. Die Verbindung ruft bei Ratten und Mäusen Tumore auf der Haut und an der Stelle der subkutanen Injektion hervor.

## Nachweis
Diepoxybutan kann durch Gaschromatographie oder Größenausschluss-Chromatographie nachgewiesen werden.

## Regulierung
Über den Safe Drinking Water and Toxic Enforcement Act of 1986 besteht in Kalifornien seit dem 1. Januar 1988  eine Kennzeichnungspflicht für Produkte, die Diepoxybutan enthalten.